# نود (مغني)
نود  أو بالأحرف اللاتينية Node (المولود كـ ريجان ناباز بالأحرف اللاتينية Rijan Nabaz في 3 مارس آذار 1990) مغني ورابر دانماركي من أصل كردي ومعروف بأغانيه المتأثرة باللحن الشرقي والدانس هول والـ R&B والهيب هوب والـ Urban music. يتمتع بشعبية واسعة في الدانمارك وهو في عقد فني مع شركة إسطوانات سوني ميوزيك (الدانمارك).
بدأ حياته الفنية بتسجيل أغاني البوب عام 2012 مستعملا اسم الولادة Rijan صادرا أغنية "Ligeglad" تبعه "Farvel" و "I mit hovede" مع بعض النجاح خصوصا مع "Farvel" حيث تعاون في الأغنية مع الرابر الدانماركي الشهير للغاية غيلي (بالأحرف اللاتينية Gilli) حيث حصل شريط الفيديو للأغنية وقتها بأكثر من نصف مليون مشاهدة.
غيّر ريجان منحاه باختيار اسم فني جديد هو نود (بالأحرف اللاتينية Node) مطلقا أغنيات جديدة متلاحقة عبر سبوتيفاي منها "Zebah" وخصوصا "Pakker Bar" و"De Snakker" وهذه الأخيرة مع الرابر الدانماركي الشهير Stepz من مجموعة الراب MellemFingaMuzik حيث وصلت الأغنية إلى المرتبة الثانية في قائمة أغاني الدانمارك «هيتليستن» (Hitlisten).
ألبوم Cambiarme عام 2018 توّج على رأس قائمة الألبومات في الدانمارك تبعه بألبوم ثان Samme vej عام 2019 حيث وصل إلى المرتبة الثانية في قائمة الألبومات. رشّح نود إلى جائزة «أفضل وجه جديد للعام» أثناء احتفالات جوائز الدانمارك للموسيقى عام 2017. تعاون نود مع الرابر Sivas والرابر Gilli في أغنية "Oui" والأغنية المنفردة السولو "Super Mario" حيث تصدرتا «هيتليستن» بالمرتبة الأولى.

## الألبومات
- 2018: Cambiarme
- 2019: Samme vej